# 吳福 (景泰進士)
吳福（1421年—？），字天錫，浙江嚴州府淳安縣人，民籍，明朝政治人物。進士出身。

## 生平
浙江鄉試第四十四名。景泰二年（1451年）辛未科會試第四名，殿試登進士第二甲第四十二名。

## 家族
曾祖吳祖蔭。祖父吳芳遠。父亲吳晉。